# Rock Island (Washington)
Rock Island es una ciudad ubicada en el condado de Douglas, en el estado de Washington, Estados Unidos. Según el censo de 2020, tiene una población de 1279 habitantes.

## Geografía
La localidad está ubicada en las coordenadas 47°22′23″N 120°8′31″O / 47.37306, -120.14194 (47.373167, -120.142076).

## Demografía
Según la Oficina del Censo en 2000 los ingresos medios por hogar en la localidad eran de $33.618, y los ingresos medios por familia eran de $34.408. Los hombres tenían unos ingresos medios de $24.773 frente a los $19.602 para las mujeres. La renta per cápita para la localidad era de $14.129. Alrededor del 11,6% de la población estaban por debajo del umbral de pobreza.
Según la estimación 2015-2019 de la Oficina del Censo, los ingresos medios por hogar en la localidad son de $48.611 y los ingresos medios por familia son de $55.724. El 12.5% de la población está en situación de pobreza.